# Крюк Олександр Олексійович
Олександр Олексійович Крюк (нар. 10 грудня 1977, Чернігів) — український живописець і педагог; член Київської організації Національної спілки художників України з 2002 року. Лауреат премій імені Віктора Зарецького та імені, М.Дмитренка

## Біографія
Народився 10 грудня 1977 року в місті Чернігові (нині Україна). Син художників Діани Варакути та Олексія Крюкова, брат художниці Ганни Крюкової.
2002 року закінчив Національну академію образотворчого мистецтва і архітектури у Києві (майстерня монументального живопису Миколи Стороженка). Отримав кваліфікацію: художник-живописець-монументаліст.
У 2004 році викладав живопис та малюнок в мистецькій експериментальній школі в місті Хуаші провінції Цзянсу в Китаї. У 2006 році навчався на асистентурі-стажуванні в Національній академії образотворчого мистецтва та архітектури.
Нині працює викладачем кафедри образотворчого мистецтва Інституту мистецтв Київського університету імені Бориса Грінченка.

## Творчість
Працює в галузі станкового живопису. Основний напрям — абстракний експресіонізм. Серед робіт:
- «Борис і Гліб» (2000);
- «Спогади дитинства» (2005);
- «У парку» (2005);
- «Рух у просторі» (2006, полотно, олія);
- «Ритми червоного» (2010);
- «Магічне синє» (2010);
- «Корида» (2011).

Бере участь у всеукраїнських та міжнарождних мистецьких виставках з 1995 року. Провів персональні вистаки:
- 1998 — галерея «Акварель» у Києві;
- 2000 — виставковий зал Спілки художників в Чернігові;
- 2004 — «Вікові джерела» в галереї «Київ арт» у Києві;
- 2012 — «Натюрморт» в галереї «Арт-студія Ряснянскої» у Києві[1].

Деякі картини художника зберігаються у Музеї сучасного мистецтва України у Києві, Чернігівському художньому музеї.